# Benediction
Benediction – brytyjska grupa muzyczna wykonująca death metal. Powstała w 1989 roku w Birmingham w Anglii. 

## Muzycy
| Obecny skład zespołu - Ash Guest - perkusja - Peter Rew - gitara - Darren Brookes - gitara - Frank Healy - gitara basowa - Dave Ingram - śpiew |  | Byli członkowie zespołu - Paul Adams - gitara basowa - Ian Treacy - perkusja - Mark Greenway - śpiew - Dave Ingram - śpiew - Neil Hutton - perkusja - Paul Brookes - perkusja |  | Muzycy koncertowi - Per Karlsson - perkusja - Scott Fairfax - gitara - Nicholas Barker - perkusja |

## Dyskografia
| Albumy - Subconscious Terror (1990) - The Grand Leveller (1991) - Transcend the Rubicon (1993) - The Dreams You Dread (1995) - Grind Bastard (1998) - Organised Chaos (2001) - Killing Music (2008) - Scriptures (2020) Minialbumy - Experimental Stage (1992) - Dark is the Season (1992) - The Grotesque / Ashen Epitaph (1994) |  | Splity - Benediction / Pungent Stench (1990, split z Pungent Stench) - Nuclear Blast Sample (1993, split z Mortification, Gorefest, Macabre) - Loot, Shoot, Electrocute / The Temple of Set (2001, split z Pungent Stench) Dema - The Dreams You Dread (1989) Kompilacje różnych wykonawców - Slatanic Slaughter II – A Tribute to Slayer (1996) |